# Langao (köpinghuvudort i Kina, Shandong Sheng, lat 37,64, long 120,59)
Langao (kinesiska: 兰高, 兰高镇) är en köpinghuvudort i Kina. Den ligger i provinsen Shandong, i den östra delen av landet, omkring 340 kilometer öster om provinshuvudstaden Jinan. Antalet invånare är 42 643. Befolkningen består av 21 284 kvinnor och 21 359 män. Barn under 15 år utgör 10,0 %, vuxna 15-64 år 76 %, och äldre över 65 år 12,0 %.
Runt Langao är det tätbefolkat, med 613 invånare per kvadratkilometer. Närmaste större samhälle är Donglai, 5,6 km väster om Langao. Trakten runt Langao består till största delen av jordbruksmark.
Genomsnittlig årsnederbörd är 750 millimeter. Den regnigaste månaden är juli, med i genomsnitt 295 mm nederbörd, och den torraste är januari, med 11 mm nederbörd.